# Dolores Dorn
Dolores Dorn (* 3. März 1934 in Chicago, Illinois; † 5. Oktober 2019) war eine US-amerikanische Schauspielerin.

## Karriere
Dorn gab 1954 ihr Filmdebüt in Der Würger von Paris. Danach war die Schauspielerin nur noch in wenigen Filmen, an der Seite von Stars wie Randolph Scott, Doris Day und Alan Ladd zu sehen. Nebenbei trat sie in Fernsehserien auf. Für den Film Uncle Vanya wurde sie 1957 mit dem Golden Gate Award des Filmfestivals von San Francisco ausgezeichnet. Mitte der 1980er Jahre zog sie sich von der Schauspielerei zurück.
Dolores Dorn war mit den Schauspielern Franchot Tone (1956–1959) und Ben Piazza (1967–1979) verheiratet, beide Ehen endeten in Scheidung.

## Filmografie (Auswahl)
- 1954: Der Würger von Paris (Phantom of the Rue Morgue)
- 1954: Das blonde Glück (Lucky Me)
- 1954: Ritter der Prärie (The Bounty Hunter)
- 1957: Uncle Vanya
- 1961: Alles auf eine Karte (Underworld U.S.A.)
- 1962: Der Tiger ist unter uns (13 West Street)
- 1962: Die Unbestechlichen (The Untouchables, Fernsehserie, eine Folge)
- 1965: Wettlauf mit dem Tod (Run for Your Life, Fernsehserie, eine Folge)
- 1974: Truck Stop Woman
- 1974: Der Chef (Ironside, Fernsehserie, eine Folge)
- 1977: Drei Engel für Charlie (Charlie’s Angels, Fernsehserie, eine Folge)
- 1985: Simon & Simon (Fernsehserie, zwei Folgen)